# Olympische Sommerspiele 2004/Teilnehmer (Kenia)
| Gelbes Symbol für Goldmedaillen mit stilisierten Olympischen Ringen | Graues Symbol für Silbermedaillen mit stilisierten Olympischen Ringen | Braundes Symbol für Bronzemedaillen mit stilisierten Olympischen Ringen |
| ------------------------------------------------------------------- | --------------------------------------------------------------------- | ----------------------------------------------------------------------- |
| 1                                                                   | 4                                                                     | 2                                                                       |

Kenia nahm an den Olympischen Sommerspielen 2004 in der griechischen Hauptstadt Athen mit 46 Sportlern, 24 Frauen und 22 Männern, teil.

## Medaillengewinner
Mit einer gewonnenen Gold-, vier Silber- sowie zwei Bronzemedaillen belegte das kenianische Team Platz 41 im Medaillenspiegel.

### Gold
| Name(n)        | Sportart       | Wettkampf            |
| -------------- | -------------- | -------------------- |
| Ezekiel Kemboi | Leichtathletik | 3000 Meter Hindernis |

### Silber
| Name(n)               | Sportart       | Wettkampf            |
| --------------------- | -------------- | -------------------- |
| Bernard Lagat         | Leichtathletik | 1500 Meter           |
| Brimin Kiprop Kipruto | Leichtathletik | 3000 Meter Hindernis |
| Isabella Ochichi      | Leichtathletik | Frauen, 5000 Meter   |
| Catherine Ndereba     | Leichtathletik | Frauen, Marathon     |

### Bronze
| Name(n)             | Sportart       | Wettkampf            |
| ------------------- | -------------- | -------------------- |
| Eliud Kipchoge      | Leichtathletik | 5000 Meter           |
| Paul Kipsiele Koech | Leichtathletik | 3000 Meter Hindernis |

## Teilnehmer nach Sportarten

### Leichtathletik
- Ezra Sambu
400 Meter: Halbfinale

- Vincent Mumo
400 Meter: Vorläufe

- Victor Kibet
400 Meter: Vorläufe

- Wilfred Bungei
800 Meter: 5. Platz

- Joseph Mwengi Mutua
800 Meter: Halbfinale

- Michael Rotich
800 Meter: Vorläufe

- Bernard Lagat
1500 Meter: Silber

- Timothy Too Kiptanui
1500 Meter: 4. Platz

- Isaac Kiprono Songok
1500 Meter: 12. Platz

- Eliud Kipchoge
5000 Meter: Bronze

- John Kemboi Kibowen
5000 Meter: 6. Platz

- Abraham Chebii
5000 Meter: DNF im Finale

- John Cheruiyot Korir
10.000 Meter: 6. Platz

- Moses Cheruiyot Mosop
10.000 Meter: 7. Platz

- Charles Waweru Kamathi
10.000 Meter: 13. Platz

- Erick Wainaina
Marathon: 7. Platz

- Paul Tergat
Marathon: 10. Platz

- Ezekiel Kemboi
3000 Meter Hindernis: Gold

- Brimin Kiprop Kipruto
3000 Meter Hindernis: Silber

- Paul Kipsiele Koech
3000 Meter Hindernis: Bronze

- Faith Macharia
Frauen, 800 Meter: Vorläufe

- Nancy Jebet Langat
Frauen, 1500 Meter: Halbfinale

- Isabella Ochichi
Frauen, 5000 Meter: Silber

- Edith Masai
Frauen, 5000 Meter: DNF im Finale

- Jane Wanjiku
Frauen, 5000 Meter: Vorläufe

- Lucy Wangui Kabuu
Frauen, 10.000 Meter: 9. Platz

- Alice Jemeli Timbilili
Frauen, 10.000 Meter: 16. Platz

- Sally Barsosio
Frauen, 10.000 Meter: 17. Platz

- Catherine Ndereba
Frauen, Marathon: Silber

- Alice Chelangat Nyerechi
Frauen, Marathon: 11. Platz

- Margaret Okayo
Frauen, Marathon: DNF

### Rudern
- Ibrahim Githaiga
Einer: 27. Platz

### Schwimmen
- Amar Shah
100 Meter Brust: 58. Platz

- Eva Donde
Frauen, 50 Meter Freistil: 57. Platz

### Volleyball (Halle)
- Frauenteam
11. Platz

- Kader
Philister Jebet
Abigael Tarus
Nancy Nyongesa
Catherine Wanjiru
Janet Wanja
Dorcas Nakhomicha Ndasaba
Roselidah Obunaga
Leonidas Kamende
Violet Barasa
Gladys Nasikanda
Mercy Wesutila
Judith Serenge